# Libertad World Tour
Libertad World Tour é a segunda turnê do cantor mexicano Christian Chávez para promover o primeiro álbum de estúdio solo, Almas Transparentes (2010) e, também, alguns dos sucessos do extinto grupo mexicano em que fez parte, o RBD.

## Conceito
Devido ao grande número de fãs pedindo para que o cantor mexicano Christian Chávez faça uma turnê pelo Brasil, a "Casa da Música Entertainment" decidiu cancelar o "Réveillon Libertad" e transformá-la em uma turnê que passará por seis cidades brasileiras.
Além da turnê, Christian Chávez gravará no Brasil o primeiro DVD de sua carreira, Esencial, com canções inéditas, músicos acompanhando ao vivo e muito mais. Os grandes sucessos do cantor ainda vão ganhar uma nova releitura em um show mais íntimo, estilo balada romântica.

## Repertório
1. "Aún Sin Ti"
2. "Sexy Boy"
3. "I Wanna Be the Rain"
4. "Sígueme y te Seguiré"
5. "Pedazos"
6. "Baby"
7. "Quiero Volar"
8. "Tu Amor"
9. "Fiesta En El Coche"
10. Medley RBD: "Un Poco de Tu Amor" / "Una Canción "/ "Solo Quédate En Silencio"
11. "Almas Transparentes"
12. "Assim Caminha a Humanidade"
13. "¿En Dónde Estás?"
14. "Libertad"

Outras Músicas
1. Feliz Cumpleaños": com participação de Anahí (apenas dias 26 e 27 de março de 2011
2. "Libertad": com participação de Anahí (apenas dias 26 e 27 de março de 2011 & 12 de maio de 2011)
3. Medley de Encerramento: "Aún Sin Ti" / "Mesmo sem Ti"

1. "Eterna Soledad"
2. "Tu Amor"
3. "Tatuaje"
4. "Sacrilégio"
5. "Por Enquanto"
6. "Como Es Grande Mi Amor Por Ti"
7. "Y Si No Ves"
8. "Sigueme Y Te Seguire"
9. "Libertad"
10. "Lo Siento"
11. "Pedazos"
12. "En Donde Estás"

## Datas
| Data                  | Cidade           | País           | Local                                |
| --------------------- | ---------------- | -------------- | ------------------------------------ |
| 3 de setembro de 2010 | Sacramento       | Estados Unidos | Faces Nightclub                      |
| 5 de setembro de 2010 | Los Angeles      | Estados Unidos | The Factory Nightclub                |
| 19 setembro de 2010   | São Paulo        | Brasil         | HSBC Brasil                          |
| 22 setembro de 2010   | Rio de Janeiro   | Brasil         | Vivo Rio                             |
| 30 setembro de 2010   | Chicago          | Estados Unidos | Circuit Nightclub                    |
| 1 de outubro de 2010  | Houston          | Estados Unidos | Crystal Nightclub                    |
| 2 de outubro de 2010  | San Diego        | Estados Unidos | Rich's Nightclub                     |
| 3 de outubro de 2010  | Seattle          | Estados Unidos | Neighbours Nightclub                 |
| 1 de dezembro de 2010 | Buenos Aires     | Argentina      | Luna Park                            |
| 26 de março de 2011   | São Paulo        | Brasil         | Via Funchal (part. Anahí)            |
| 27 de março de 2011   | Rio de Janeiro   | Brasil         | Vivo Rio (part. Anahí)               |
| 29 de março de 2011   | Porto Alegre     | Brasil         | Opinião                              |
| 31 de março de 2011   | Santos           | Brasil         | Capital Disco                        |
| 1 de abril de 2011    | Pernambuco       | Brasil         | The Pub                              |
| 2 de abril de 2011    | Fortaleza        | Brasil         | Hotel Tropical                       |
| 12 de maio de 2011    | Cidade do México | México         | Centro Banamex (Encontro Oye Fusion) |
| 26 de junho de 2011   | São Francisco    | Estados Unidos | The Castro (Rainbow flag)            |
| 23 de julho de 2011   | Monterrey        | México         | Roomies Club                         |